# Giorni d'estate
Giorni d'estate è una sitcom italiana trasmessa nel 1990 , diretta da Giorgio Caldana e prodotta da G.G. & A.M.

## Trama
Un gruppo di ragazzi, appassionati di musica, trascorrono le vacanze ad Alassio. Paola Barale diventa una star musicale, portando al successo la band.

## Episodi
La serie è composta da 60 episodi della durata di 15 minuti, andati in onda nell'estate del 1990 su Italia Uno, nel primo pomeriggio.

## Personaggi e interpreti
- Paola Barale.[4]
- Ambra Ravasi.[5]
- Sabrina Paravicini.[6]